# Női hétpróba a 2017-es atlétikai világbajnokságon
A női hétpróba eseményeit augusztus 5. és 6. között rendezték meg a londoni Olimpiai Stadionban a 2017-es atlétikai világbajnokság részeként.

## Rekordok
| Világrekord                | Világrekord | Világrekord  |
| Versenyző                  | Pont        | Hely         |
| -------------------------- | ----------- | ------------ |
| Jackie Joyner-Kersee (USA) | 7291        | Szöul, 1988  |
| Világbajnoki rekord        |             |              |
| Versenyző                  | Pont        | Hely         |
| Jackie Joyner-Kersee (USA) | 7128        | Róma, 1987   |
| Címvédő                    |             |              |
| Versenyző                  | Pont        | Hely         |
| Jessica Ennis-Hill (GBR)   | 6669        | Peking, 2015 |

## Menetrend
| Esemény       | Időpont             |
| ------------- | ------------------- |
| 100m gát      | augusztus 5., 11:05 |
| Magasugrás    | augusztus 5., 12:30 |
| Súlylökés     | augusztus 5., 20:00 |
| 200m          | augusztus 5., 22:00 |
| Távolugrás    | augusztus 6., 11:00 |
| Gerelyhajítás | augusztus 6., 12:45 |
| Gerelyhajítás | augusztus 6., 14:00 |
| 800m          | augusztus 6., 21:40 |

## Eredmények
- WR – világrekord
- CR – világbajnoki rekord
- AR – kontinens rekord
- NR – országos rekord
- PB – egyéni rekord
- WL – az adott évben aktuálisan a világ legjobb eredménye
- SB – az adott évben aktuálisan az egyéni legjobb eredmény

Az eredmények a versenyszámnak megfelelő mértékegységben (másodperc/méter) értendők!

### 100m gátfutás
| 1. futam | 1. futam            | 1. futam | 1. futam | 1. futam | 1. futam |
| Helyezés | Versenyző           | Ország   | Idő      | Pont     | Mj       |
| -------- | ------------------- | -------- | -------- | -------- | -------- |
| 1.       | Géraldine Ruckstuhl | Svájc    | 13,80    | 1007     | PB       |
| 2.       | Evelis Aguilar      | Kolumbia | 14,03    | 974      |          |
| 3.       | Swapna Barman       | India    | 14,14    | 959      |          |
| 4.       | Tamara de Sousa     | Brazília | 14,16    | 956      |          |
| 5.       | Alina Suk           | Ukrajna  | 14,32    | 934      | PB       |
| 6.       | Hanne Maudens       | Belgium  | 14,46    | 913      |          |
| 7.       | Vanessa Chefer      | Brazília | 14,94    | 850      |          |

| 2. futam | 2. futam                 | 2. futam     | 2. futam | 2. futam | 2. futam |
| Helyezés | Versenyző                | Ország       | Idő      | Pont     | Mj       |
| -------- | ------------------------ | ------------ | -------- | -------- | -------- |
| 1.       | Yorgelis Rodríguez       | Kuba         | 13,60    | 1036     | SB       |
| 2.       | Ivona Dadic              | Ausztria     | 13,68    | 1024     | PB       |
| 3.       | Krizsán Xénia            | Magyarország | 13,70    | 1021     |          |
| 4.       | Nadine Broesen           | Hollandia    | 13,79    | 1008     |          |
| 5.       | Verena Preiner           | Ausztria     | 13,79    | 1008     | PB       |
| 6.       | Alysbeth Felix           | Kuba         | 14,03    | 974      |          |
| 7.       | Eliška Klučinová         | Csehország   | 14,03    | 974      |          |
| 8.       | Zsivoczky-Farkas Györgyi | Magyarország | 14,05    | 971      |          |

| 3. futam | 3. futam            | 3. futam         | 3. futam | 3. futam | 3. futam |
| Helyezés | Versenyző           | Ország           | Idő      | Pont     | Mj       |
| -------- | ------------------- | ---------------- | -------- | -------- | -------- |
| 1.       | Anouk Vetter        | Hollandia        | 13,31    | 1078     |          |
| 2.       | Grit Šadeiko        | Észtország       | 13,37    | 1069     |          |
| 3.       | Claudia Salman-Rath | Németország      | 13,52    | 1047     |          |
| 4.       | Nafissatou Thiam    | Belgium          | 13,54    | 1044     |          |
| 5.       | Odile Ahouanwanou   | Benin            | 13,71    | 1020     |          |
| 6.       | Sharon Day-Monroe   | Egyesült Államok | 13,82    | 1004     |          |
| 7.       | Lecabela Quaresma   | Portugália       | 13,94    | 987      |          |
| 8.       | Caroline Agnou      | Svájc            | 13,95    | 985      |          |

| 4. futam | 4. futam                  | 4. futam         | 4. futam | 4. futam | 4. futam |
| Helyezés | Versenyző                 | Ország           | Idő      | Pont     | Mj       |
| -------- | ------------------------- | ---------------- | -------- | -------- | -------- |
| 1.       | Nadine Visser             | Hollandia        | 12,85    | 1147     | SB       |
| 2.       | Kendell Williams          | Egyesült Államok | 13,02    | 1121     |          |
| 3.       | Carolin Schäfer           | Németország      | 13,09    | 1111     |          |
| 4.       | Erica Bougard             | Egyesült Államok | 13,24    | 1089     |          |
| 5.       | Katarina Johnson-Thompson | Nagy-Britannia   | 13,33    | 1075     |          |
| 6.       | Katerina Cachová          | Csehország       | 13,37    | 1069     |          |
| 7.       | Antoinette Nana Djimou    | Franciaország    | 13,46    | 1056     |          |
| 8.       | Laura Ikauniece-Admidina  | Lettország       | 13,71    | 1020     |          |